# Senkewytschiwka
Senkewytschiwka (ukrainisch Сенкевичівка; russisch Сенкевичевка/Senkewitschewka, polnisch Sienkiewiczówka) ist eine Siedlung städtischen Typs in der Ukraine mit etwa 1300 Einwohnern. Sie liegt in der Oblast Wolyn im Rajon Luzk, das ehemalige Rajonszentrum Horochiw liegt etwa 25 Kilometer westlich, das Oblastzentrum Luzk ist etwa 31 Kilometer nordöstlich gelegen.

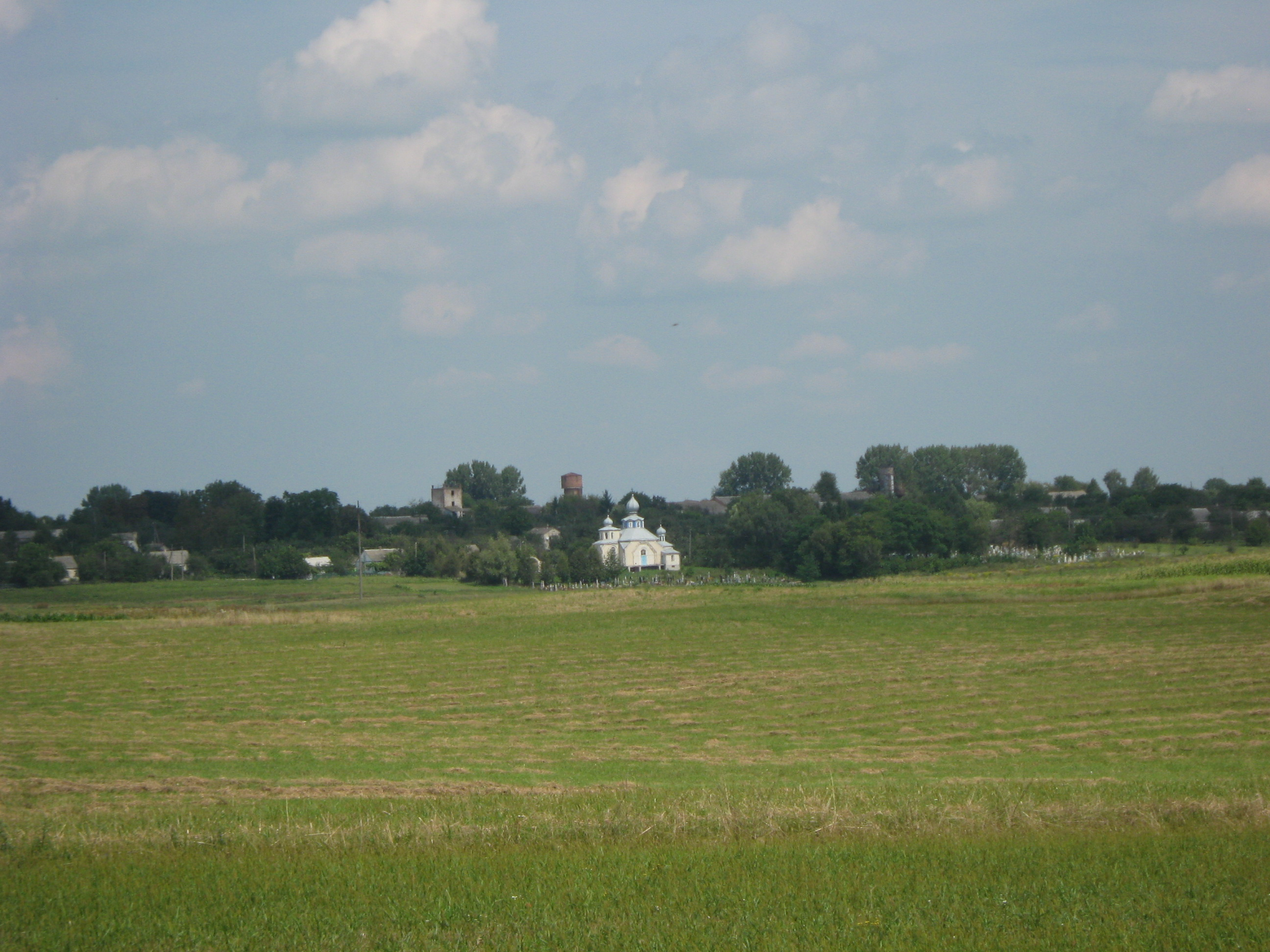
Kirche im Ort

## Geschichte
Der Ort wurde nach dem Bau der Eisenbahnstrecke von Luzk als Bahnhofssiedlung zwischen 1924 und 1925 gegründet und umfasste einen Teil der älteren Ansiedlung Hubińskie Budki. Als Teil der Zweiten Polnischen Republik lag er in der Woiwodschaft Wolhynien, Powiat Łuck, Gmina Czaruków und im Ort gab es eine große Gemeinde der Wolhynientschechen. Infolge des Hitler-Stalin-Pakts besetzte die Sowjetunion das Gebiet. Nach dem deutschen Überfall auf die Sowjetunion im Juni 1941 war der Ort bis 1944 unter deutscher Herrschaft, kam nach dem Zweiten Weltkrieg wieder zur Sowjetunion, wurde in die Ukrainische SSR eingegliedert und gehört seit 1991 zur heutigen Ukraine. Seit 1959 hat der Ort den Status einer Siedlung städtischen Typs, 1991 kam die Siedlung zur neu entstandenen Ukraine. Zwischen 1940/45 und 1959 war Senkewytschiwka das Zentrum des gleichnamigen Rajons Senkewytschiwka (Vorgänger war ab Anfang 1940 Tscharukiw gewesen).
Nach dem Ende des Zweiten Weltkriegs wuchs der Ort rasch durch den Bau eine Asphaltwerkes und einer Konservenfabrik, seit dem Zerfall der Sowjetunion hat aber die Einwohnerzahl wieder abgenommen.
Am 12. Juni 2020 wurde die Siedlung ein Teil der neugegründeten Landgemeinde Horodyschtsche, bis dahin bildete sie die gleichnamige Siedlungratsgemeinde Senkewytschiwka (Сенкевичівська селищна рада/Senkewytschiwska selyschtschna rada) im Osten des Rajons Horochiw.
Am 17. Juli 2020 wurde der Ort Teil des Rajons Luzk.